# Saryarka: step i jeziora północnego Kazachstanu
Saryarka: step i jeziora północnego Kazachstanu (ros. Сарыарка – Степи и озёра Северного Казахстана) – część Pogórza Kazachskiego wpisana 7 lipca 2008 na listę światowego dziedzictwa UNESCO. Obejmuje dwa rezerwaty przyrody: Korgałżyn (w obwodzie akmolińskim) oraz Nauyrzym (w obwodzie kustanajskim). Jest to jedyne miejsce w Kazachstanie o walorach naturalnych, które znajduje się na liście światowego dziedzictwa UNESCO. Saryarka obejmuje obszar o powierzchni 450 344 ha.